# Tượng tinh
Tượng tinh là một món ăn xuất xứ từ Trung Quốc, được Từ Hi thái hậu chiêu đãi các sứ thần phương Tây trong bữa tiệc Xuân năm Giáp Tuất (1874). Tượng tinh còn có nghĩa tinh khí của loài voi. Đây là món ăn được cho là xa hoa, tốn kém.

## Lịch sử
Trong suốt chiều dài lịch sử nhân loại cho đến ngày nay, chưa có yến tiệc nào linh đình, trọng thể, vĩ đại… bằng tiệc Xuân năm Giáp Tuất (1874) do Từ Hi thái hậu, đời nhà Thanh, tổ chức để khoản đãi phái đoàn sứ thần, tướng lãnh các quốc gia Tây phương. Tiệc được chuẩn bị 11 tháng 6 ngày trước, sử dụng 1750 người phục vụ, tốn kém 98 triệu hoa viên thời đó tương đương 374 ngàn lượng vàng ròng, gồm 400 thực khách và đại tiệc kéo dài suốt 7 ngày đêm bắt đầu từ giao thừa (12 giờ đêm) Tết nguyên đán Giáp Tuất.
Thực Đơn: Gồm tất cả 140 món. Theo chiếu chỉ của Từ Hi Thái Hậu, mỗi tỉnh tuyển lựa mười đầu bếp tài giỏi. Các đầu bếp này họp nhau ở thủ đô từ ngày rằm tháng 2 năm Kỷ Hợi (1873) nghĩa là 11 tháng 6 ngày trước đại tiệc để cùng nhau soạn thảo các món ăn ngon, lạ.
Sau gần hai tháng thảo luận, một thực đơn gồm 140 món được hình thành, trong số này có bảy món thật bổ dưỡng, thật đặc biệt, thật lạ lùng, mỗi ngày chỉ thiết đãi một món, thực khách ăn vào chẳng những không thấy đầy bụng mà sự mệt mỏi, bực bội như tan biến đi, tinh thần sảng khoái gấp bội.
Và Tượng tinh là một trong bảy món ăn đó.

## Chế biến và cách ăn
Người xưa có câu khỏe như voi đủ thấy sức mạnh của loài voi lớn mạnh nhường nào, loại voi có sức mạnh phi thường có thể dùng vòi nhổ một cây to một cách dễ dàng. Cũng chính bởi lẽ đó mà Tượng Tinh là một trong những món ăn được đưa vào thực đơn để khoản đãi các sứ thần lần này của Từ Hy Thái Hậu
Đầu tiên Từ Hy Thái Hậu cho người ra tận ngoài khơi đảo Hải Nam lùng bắt cho kì được những tổ yến thật to và tốt nhất đem rửa cẩn thận bằng nước trời được lấy trên đỉnh Ngũ Hành Sơn rồi nấu với nước nhân sâm ngàn năm tuổi và đường Chủng Càu Chỉ của Đại Hàn, sau đó hòa chung với nước lê Vân Nam - Tuyết Hồng Lê và bột Kiết Châu Phấn mang đi nấu cho khô lại rồi sử dụng những nghệ nhân có tay nghề cao nặn thành hình những con voi bỏ vào lò nướng cho thật chín và săn chắc
Tượng tinh được các nài voi chọn từ những con to khỏe nhất đang độ tuổi xuân thì, khi con voi làm bằng tổ yến được mang từ lò ra đầu bếp sẽ khoét trên lưng con voi một lỗ trống vừa đủ để nhét vô một cái bóng cá voi đã ngâm thuốc bắc được phơi khô.
Tượng tinh được cho vào cái bóng cá voi và được đêm di hầm cách thủy. Lúc thưởng thức món này thực khách dùng một miếng kim vàng chọc vô bụng voi để chất nhờn chảy vào chén bạc rồi uống.
Sâm thử và tượng tinh có tác dụng bồi bổ lục phủ ngũ tạng, tỳ vị thêm mạnh mẽ lại trị dứt các chứng nhức mỏi và làm sáng mắt thêm ra.
Đây là món ăn được cho là xa hoa, tốn kém